# Voleibol na Universíada de Verão de 1987

## Quadro de medalhas
| Ordem | País                  | Medalha de ouro | Medalha de prata | Medalha de bronze |   |
| ----- | --------------------- | --------------- | ---------------- | ----------------- | - |
| 1     | CHN China             | 1               | 1                |                   | 2 |
| 2     | YUG Iugoslávia        | 1               |                  |                   | 1 |
| 3     | URS União Soviética   |                 | 1                |                   | 1 |
| 4     | ITA Itália            |                 |                  | 1                 | 1 |
| 5     | GDR Alemanha Oriental |                 |                  | 1                 | 1 |